# AG-57
La autopista de peaje AG-57 o Autopista del Valle Miñor es una autopista autonómica de peaje de la Junta de Galicia que transcurre entre Baredo y Beade con el ramal a Nigrán y un pequeño tramo del acceso al parque empresarial Puerto del Molle, en Nigrán. Consta de unos 22 kilómetros de longitud en el tramo Baredo-Beade, 3,82 kilómetros de longitud del ramal a Nigrán (AG-57N) y 420 metros de longitud del acceso al parque empresarial Puerto del Molle (AG-57Nr3) y la velocidad limita, mínimo 90 km/h (en el tramo inicial de la AG-57) y máximo 120 km/h (el resto del tramo de la AG-57). Es explotada por la empresa Itínere bajo concesión administrativa dependiente de la Junta de Galicia.

## Historia
Las primeras obras de la autopista de peaje iniciaron en febrero de 1997 y ha sido inaugurado el 24 de mayo de 1999 sin los enlaces completos en todo el trayecto. En esta inauguración, la longitud original era de 33 kilómetros (en el tramo original entre Baredo y Rebullón y hasta que cambiaron en la inauguración de la circunvalación sur de Vigo (noviembre de 2005), redujeron a 22 kilómetros que forma parte de la Junta de Galicia. En el mismo momento de la inauguración del año 1999, abrieron el tramo de la AP-9, entre Teis y Rebullón.
En noviembre de 2005 pusieron en servicio la circunvalación sur de Vigo (VG-20) uniendo en la zona de Beade enlazado con la AP-9, por lo cual que esta parte del tramo es del Ministerio de Transportes y Movilidad Sostenible y es gratuito hasta el enlace con la autovía A-55 en Rebullón.
En 2008 iniciaron las obras de los enlaces completos de la autopista de peaje AG-57, y el primero en terminarse fue el enlace de Sabarís, en diciembre de 2009, el segundo fue el enlace de A Ramallosa en febrero de 2010, el tercero fue el acceso al parque empresarial Puerto del Molle (AG-57Nr3), en junio de 2010 y el cuarto completado el Nudo de Nigrán, en julio de 2010.

## Peajes y concesión
Esta autopista de peaje esta explotada con el contrato de concesión de la duración de 50 años, hasta el año 2045 y la empresa encargada es el Grupo Itínere. El trayecto de la concesión son 25,82 kilómetros en total, sin incluirse el acceso al parque empresario Puerto del Molle por ser gratuito. En julio de 2010, completaron todos los enlaces de la autopista de peaje que antes solo permitieron de varios orígenes a un único destino a la autopista de peaje AP-9 (semienlaces).

## Tramos
| Denominación | Tramo | Kilómetros | Año servicio        |
| ------------ | --- | ---------- | ------------------- |
| AG-57        | PO-552 EP-2203 Baredo - VG-20 Beade Tramo original Nudo de Beade VG-20 Remodelación y ampliación Nudo de Nigrán Remodelación y ampliación Enlace de A Ramallosa Remodelación y ampliación Enlace de Sabarís | 22 - -     | 1999 2005 2010 2009 |
| AG-57N       | AG-57 A Casanova - PO-325 Nigrán | 3,9        | 1999                |
| AG-57Nr3     | AG-57N Nigrán - Parque empresarial Puerto del Molle | 0,4        | 2010                |

## Salidas

### SalidasAG-57
| Velocidad | Esquema | Salida | Sentido Beade (VG-20)                                                                                             | Carriles | Sentido Baredo (PO-552) | Carretera      | Notas |
| --------- | ------- | ------ | --- | -------- | --- | -------------- | ----- |
|           |         |        | Comienzo de la Autopista del Valle Miñor AG-57 Procede de: PO-552 EP-2203 Baredo                                  |          | Fin de la Autopista del Valle Miñor AG-57 Incorporación final: PO-552 EP-2203 Dirección final: EP-2203 Baredo PO-552 La Guardia PO-552 Bayona | PO-552 EP-2203 |       |
|           |         |        | viaducto de Baiña 165 metros                                                                                      |          | viaducto de Baiña 165 metros |                |       |
|           |         |        | río de Baiña 75 metros                                                                                            |          | río de Baiña 75 metros |                |       |
|           |         | 4      | PO-552 Sabarís Bayona (este)                                                                                      |          | | PO-552         |       |
|           |         |        | viaducto de Morade 179 metros                                                                                     |          | viaducto de Morade 165 metros |                |       |
|           |         |        | Fin de la Vía de Altas Prestaciones Inicio de la Autopista de peaje                                               |          | Fin de la Autopista de peaje Inicio de la Vía de Altas Prestaciones                                                                           |                |       |
|           |         | 5      | |          | PO-552 Sabarís Bayona (este) | PO-552         |       |
|           |         |        | viaducto de río Groba 150 metros                                                                                  |          | viaducto de río Groba 150 metros |                |       |
|           |         |        | viaducto 75 metros                                                                                                |          | viaducto 75 metros |                |       |
|           |         |        | |          | Peaje de Gondomar |                |       |
|           |         | 9      | PO-340 A Ramallosa Gondomar                                                                                       |          | | PO-340         |       |
|           |         |        | viaducto de río Miñor 395 metros                                                                                  |          | viaducto de río Miñor 395 metros |                |       |
|           |         | 10     | |          | PO-340 A Ramallosa Gondomar (centro) | PO-340         |       |
|           |         | 10-11  | AG-57N Nigrán Playa América                                                                                       |          | AG-57N Nigrán Playa América Gondomar (norte)                                                                                                  | AG-57N         |       |
|           |         |        | viaducto de Vilaza 220 metros                                                                                     |          | viaducto de Vilaza 220 metros |                |       |
|           |         |        | viaducto 100 metros                                                                                               |          | viaducto 100 metros |                |       |
|           |         |        | viaducto de río Zamanes 365 metros                                                                                |          | viaducto de río Zamanes 365 metros |                |       |
|           |         | 17     | PO-331 Vincios La Pasaje                                                                                          |          | | PO-331         |       |
|           |         |        | Peaje de Vincios                                                                                                  |          | |                |       |
|           |         | 17     | |          | PO-331 Vincios La Pasaje | PO-331         |       |
|           |         |        | viaducto 100 metros                                                                                               |          | viaducto 100 metros |                |       |
|           |         |        | río Amial 39 metros                                                                                               |          | río Amial 39 metros |                |       |
|           |         |        | Valadares 200 metros                                                                                              |          | Valadares 200 metros |                |       |
|           |         |        | viaducto de Quintian 200 metros                                                                                   |          | viaducto de Quintian 200 metros |                |       |
|           |         | 22     | VG-20 Vigo Álvaro Cunqueiro T. Bouzas                                                                             |          | | VG-20          |       |
|           |         |        | Fin de la Autopista del Valle Miñor AG-57 Dirección final: VG-20 E-1 AP-9 Tuy Pontevedra A-55 Porriño A-52 Orense |          | Inicio de la Autopista del Valle Miñor AG-57 Procede de: VG-20 Beade                                                                          | VG-20          |       |

### SalidasAG-57N
| Velocidad | Esquema | Salida | Sentido Nigrán (PO-325)                                                                             | Carriles | Sentido A Casanova (AG-57)                                                                                        | Carretera | Notas |
| --------- | ------- | ------ | --------------------------------------------------------------------------------------------------- | -------- | --- | --------- | ----- |
|           |         |        | Comienzo de la Ramal a Nigrán AG-57N Procede de: AG-57 A Casanova                                   |          | Fin de la Ramal a Nigrán AG-57N Incorporación final: AG-57 Dirección final: AG-57 Tuy Vigo Pontevedra A-52 Orense | AG-57     |       |
|           |         | 0N     | EP-2303 Gondomar (norte)                                                                            |          | | EP-2303   |       |
|           |         | 1N     | |          | AG-57 Bayona PO-552 La Guardia                                                                                    | AG-57     |       |
|           |         |        | Peaje de Nigrán                                                                                     |          | Peaje de Nigrán                                                                                                   |           |       |
|           |         | 3N     | parque empresarial Puerto del Molle                                                                 |          | |           |       |
|           |         |        | E.D.A.R. Nigrán Punto Limpio Nigrán AG-57N Nigrán Playa América parque empresarial Puerto del Molle |          | parque empresarial Puerto del Molle AG-57N AG-57 Bayona Vigo E.D.A.R. Nigrán Punto Limpio Nigrán                  |           |       |
|           |         |        | PO-552 Bayona Playa América PO-552 Nigrán Vigo                                                      |          | PO-552 Nigrán Vigo AG-57N AG-57 Bayona Vigo Pontevedra A-52 Orense PO-552 Bayona                                  | PO-552    |       |
|           |         |        | Fin de la Ramal a Nigrán AG-57N Dirección final: PO-325 Playa América PO-325 Panjón Vigo            |          | Inicio de la Ramal a Nigrán AG-57N Procede de: PO-325 Nigrán                                                      | PO-325    |       |